# Karl Ott (Kreisdirektor)
Karl Ott (* um 1843; † 1923) war ein deutscher Verwaltungsbeamter.

## Leben
Karl Ott studierte an der Ludwig-Maximilians-Universität München. 1863 wurde er Mitglied des Corps Isaria. Nach Abschluss des Studiums trat er in den Verwaltungsdienst des Reichslands Elsaß-Lothringen ein. Von 1882 bis 1889 war er Kreisdirektor des Kreises Rappoltsweiler und von 1889 bis 1897 des Kreises Colmar. In der Folge war er Geheimer Regierungsrat in Straßburg. Er gehörte dem Kaiserlichen Rat im Reichsland Elsaß-Lothringen an, zuletzt als dessen Präsident. Nach dem Ende des Ersten Weltkriegs lebte er bis zu seinem Tod 1923 in Baden-Baden.

## Auszeichnungen
- Charakterisierung als Geheimer Regierungsrat